# تروور بنجامین
تروور بنجامین (انگلیسی: Trevor Benjamin؛ زادهٔ ۸ فوریهٔ ۱۹۷۹) بازیکن فوتبال اهل بریتانیا است.
از باشگاه‌هایی که در آن بازی کرده‌است می‌توان به باشگاه فوتبال پیتربورو یونایتد، باشگاه فوتبال کمبریج یونایتد، باشگاه فوتبال ولینگ‌بورو تاون، باشگاه فوتبال بوستون یونایتد، باشگاه فوتبال نورتویچ ویکتوریا، باشگاه فوتبال برایتون اند هوو آلبیون، باشگاه فوتبال والسال، باشگاه فوتبال وست برومویچ آلبیون، باشگاه فوتبال کاونتری سیتی، باشگاه فوتبال تاموورث، باشگاه فوتبال هرفورد یونایتد، باشگاه فوتبال برافورد پارک آونیو، باشگاه فوتبال نوریچ سیتی، باشگاه فوتبال گینزبورو ترینیتی، باشگاه فوتبال واتفورد، باشگاه فوتبال نورث‌همپتون تاون، باشگاه فوتبال هروگیت تاون، باشگاه فوتبال کریستال پالاس، باشگاه فوتبال روکسام، باشگاه فوتبال سوئیندون تاون، باشگاه فوتبال ووکینگ، باشگاه فوتبال گیلینگام، و باشگاه فوتبال لستر سیتی اشاره کرد.
وی همچنین در تیم‌های ملی فوتبال زیر ۲۱ سال انگلستان و جامائیکا بازی کرده‌است.